# Векуа, Демури Прокофьевич
Демури Прокофьевич Векуа (груз. დემური პროკოფის ძე ვეკუა; 1943, Хоби, Грузинская ССР) — советский футболист, нападающий, полузащитник. Мастер спорта СССР (1964).
С 1961 года играл за дубль «Динамо» Тбилиси. За основную команду провёл один матч — 2 мая 1962 года в домашней игре чемпионата против «Нефтяника» Баку (0:0) вышел на замену на 70 минуте. С июня 1965 играл за «Торпедо» Кутаиси. В высшей лиге в 1965—1973 годах сыграл 179 игр, забил 35 голов, в первой лиге в 1974—1975 — 67 игр, 15 голов.